# Бугогардівська паланка

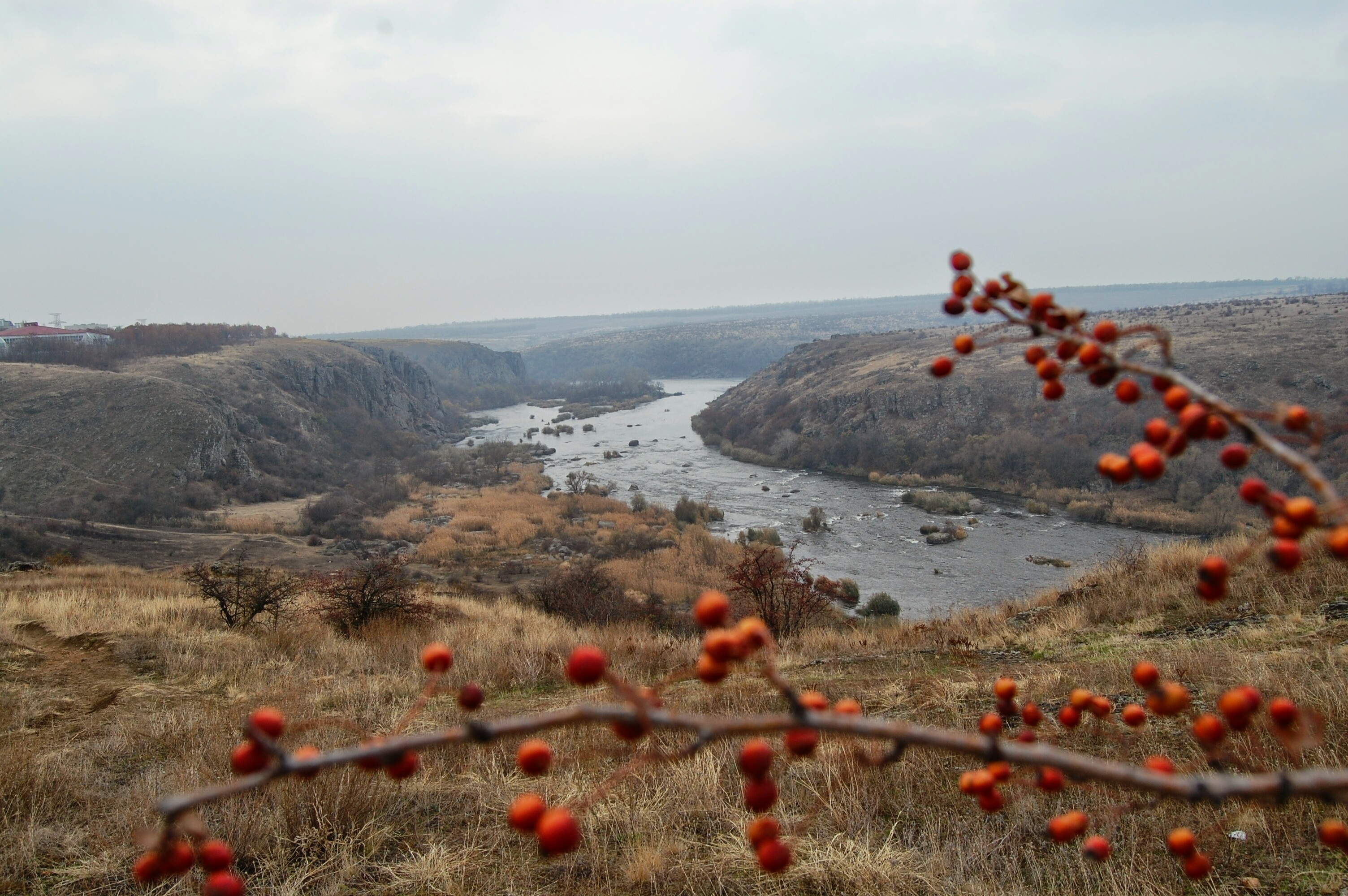
Історичний ландшафт центру Бугогардівської паланки

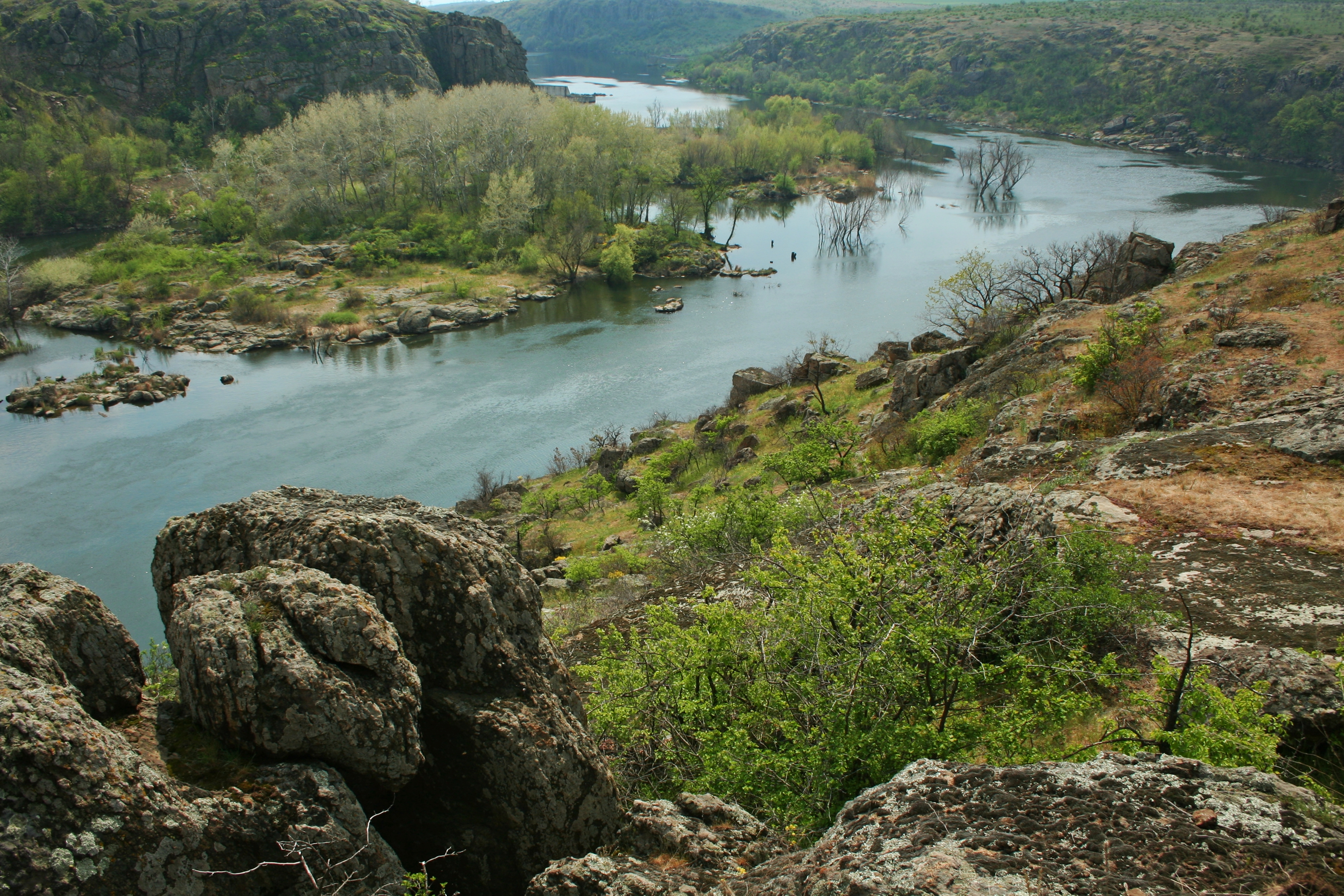
Історичний ландшафт Бугогардівської паланки

Бугогардівська паланка  — адміністративно-територіальна одиниця держави Війська Запорозького низового часів Нової Січі (1734—1775).

## Розташування
Паланка займала степи між лівим берегом Бугу і правим Інгульця з одного боку та річкою Дніпром і Польським (з 1752 р. — новосербським) кордоном з другого і була найбільшою адміністративно-територіальною одиницею на Запорожжі.

## Історія
Поділ Запорожжя на паланки було запроваджено після повернення запорожців у підданство московського царя 1734 р.
Як свідчать археологічні розкопки деяких частин Побужжя, було добуто низку матеріалів XVII—XVIII ст., зокрема відкрито на Гардовому острові залишки стаціонарної будівлі турлучного типу та низку інших будівель, що дозволяє простежити історію гарду. Дмитро Яворницький так подає опис гарду: він… являє собою…загороду, або китець, для ловлі риби… влаштований із двох перегородок на зразок драбини, покладених боком одна проти іншої у воді між камінням, і напіввідкритих, щоб у них без перешкод могла проходити риба, що пливла проти течії. Цей гард влаштований на місці порога, де річка звужується з двох боків камінням і має невелику течію поблизу правого берега Бугу. Скальковський пояснює, що «Гард в южной Украине — место для рыбных ловель, отчего и урочище получило своё название. Слово Гард, вероятно, значит и всё устройство рыболовных мест; ибо находим, что запорожцы для „постройки гарду“ получали лес из Бершадской губернии».
Дмитро Яворницький також свідчить про те, що кордони земель запорозьких проходили повз Південний Буг через Гард, де знаходився умовний прикордонний камінь. Крім цього, в Гарді була розташована церква.
1752 року на півночі вздовж польського кордону були відчуджені землі запорожців для Новосербії та побудована фортеця Святої Єлисавети південніше Новосербії. 1754 року утворений Новослобідський козацький полк з відселених козаків з Нової Сербії, українських переселенців з Гетьманщини і правобережжя.
У 1764 році з Новосербії і Новослобідського козацького поселення сформована Новоросійська губернія.
1775 р. рішенням Катерини ІІ Січ була захоплена московськими військами, запорозьке козацтво ліквідоване, а його землі включені до складу прилеглих губерній, зокрема, Бугогардівська паланка стала частиною Новоросійської губернії. 1803 р.ці землі опинились у складі Херсонської губернії.

## Територія та населення
Загалом площа паланки дорівнювала 20 984 км²
Центром паланки було урочище Гард на Бузі, нині біля м. Південноукраїнськ. Гард був дуже зручним місцем, який приваблював різних людей, які шукали можливість у суворих обставинах тієї дійсності вижити. Тут вони годувались, займались рибальством, або випасом худоби неподалік від Гарду, мисливством, та іноді відбували сторожову службу на перевозі. На чолі з гардовим полковником тут мешкало або перебувало тимчасово від 375 до 500 різних людей, але найбільше — запорізьких казаків, що захищали південно-західні кордони Правобережної України.
На території Бугогардівської паланки знаходились 373 зимівники і декілька сіл, зокрема, Соколи (сьогоднішний Вознесенськ), Вербове, Балацьке, Мигія, Корабельне, Вовкове, Харсютине, Косівка, Громоклія.
Територія паланки охоплювала майбутні Бобринецький, Єлизаветградський та Олександрійський повіти Херсонської губернії.

## Полковники
Посада паланкового полковника була виборною, а Кіш затверджував результати виборів. У 1740-1770-х роках кошовий отаман призначав полковників самостійно або за згодою Старшинської ради. Паланкового полковника обирали або призначали після виборів кошової ради 1 січня кожного року. При вступі на посаду вони отримували символи полковницької влади – пернач, значок (прапор) та паланкову печатку. У межах паланки полковник був представником кошового отамана, тож мали значні повноваження.
- Юзва Антонович (1726—1733)
- Іван Донський (1733—1734)
- Василь Пхайко (1734—1740)
- Петро Коваль (1740—1741)
- Грицько (1741—1742)
- Юхим Лоб (1742)
- Олекса (1742—1743)
- Йосип Ус (1744—1745)
- Микола Обортас (Обертас) (1746)
- Андрій Сухий (1746)
- Гардовий (1747)
- Тимофій Лазарев (1747)
- Тиміш Родіонов (1747—1748)
- Стінка (1748)
- Стефан Куліш (1748 чи 1749)
- Клим Збарлеський (бл. 1748)
- Ковтун (1748—1749)
- Андрій Сухий (1749)
- Іван Глухий (1749)
- Тихон Слинько (1749)
- Андрій Охтирка (Ахтирка) (1750)
- Седловський (поч. 1750-их)
- Петро Перехрест (1751)
- Михайло Рогуля (1752)
- Лаврін Афанасіїв (Лаврентій Афанасьєв) (1753)
- Андрій Третяк (1753)
- Михайло Артемович Довбня (1754)[3]
- Федір Іванів (Іванов) (1754)
- Федір Лега (1754)
- Семен Меховин (1754)
- Федір Таран (бл. 1755)
- Максим Таран (1755)
- Йосип Ковалевський (1756)
- Дем'ян Білий (1757)
- Швець (1757)
- Дмитро Стягайло (1758—1759)
- Михайло Артемович Довбня (1760)
- Іванів (Іванов) (1760)
- Опанас Товмач (1760)
- Корній Шустовал (1760—1761)
- Іван Ворона (1762)
- Дем'ян Семенович Деркач (1763)
- Кирило Темний (1764)
- Яків Біда (1765)
- Корній Шустовал (1766)
- Андрій Кейнаш (Кийнаш) (1767—1768)
- Мойсій (Мусій) Головко (1768)
- невідомі полковники (1769—1771)
- Опанас Куций (1771)
- Іван Сухиня (Сухина) (1772—1773)
- Опанас Куций (1773)
- Василь Пугач (1774)
- Побігайло (1774—1775)